# Batalha de Flers-Courcelette

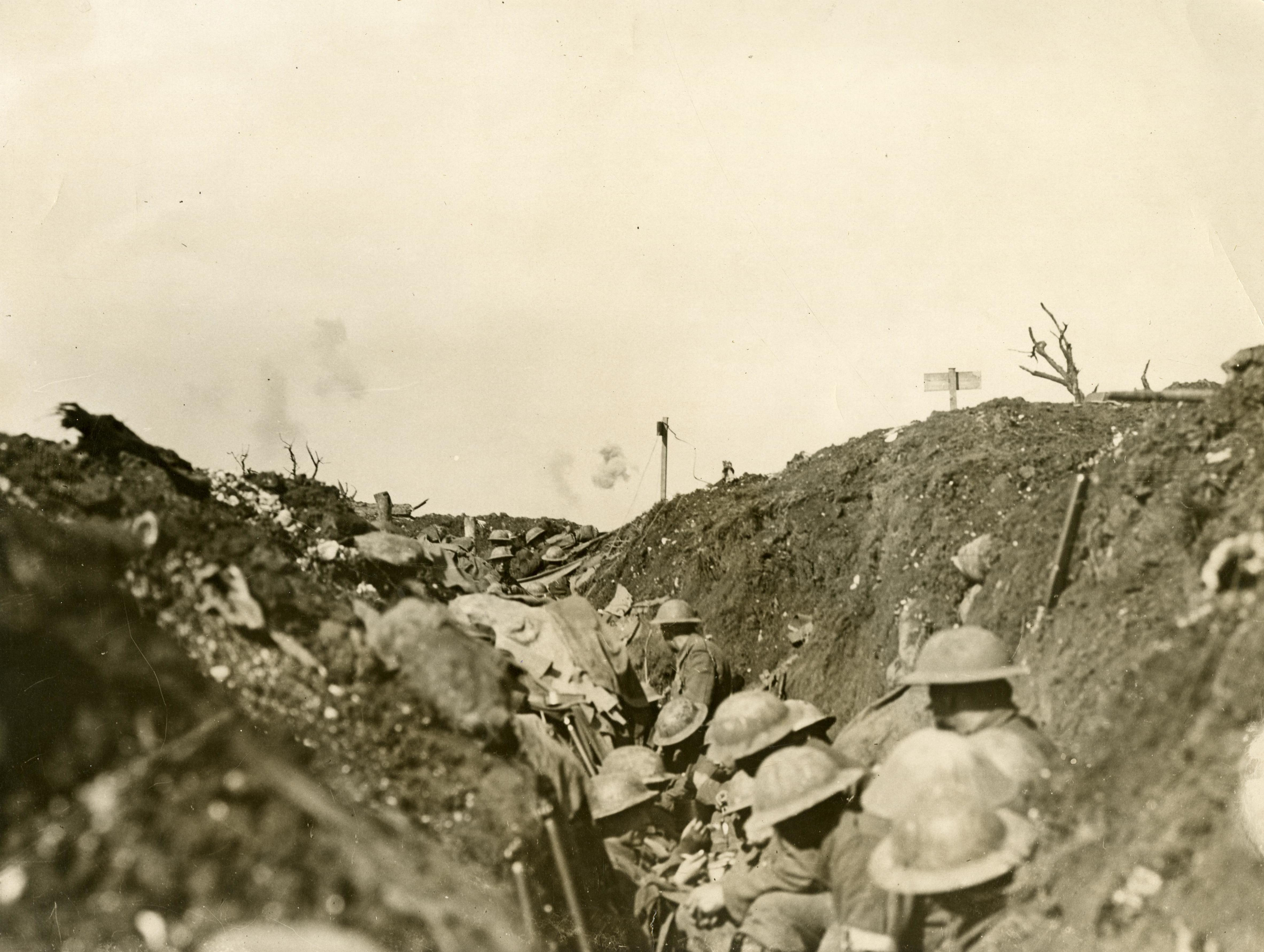
Soldados canadenses se preparando para o ataque.

A Batalha de Flers-Courcelette (15-22 de setembro de 1916) foi travada durante a Batalha do Somme na França, pelo 6º Exército Francês e pelo 4º Exército e pelo Exército de Reserva Britânico, contra o 1º Exército Alemão, durante a Primeira Guerra Mundial.  Foi a primeira batalha onde tanques de guerra foram utilizados abertamente, embora os britânicos não tivessem utilizado eles muito bem.

## Visão geral
O ataque anglo-francês de 15 de setembro deu início ao terceiro período da Batalha do Somme, mas por sua conclusão em 22 de setembro, o objetivo estratégico de uma vitória decisiva não foi alcançado. O aumento de baixas nas divisões da frente alemã e a captura das aldeias de Courcelette, Martinpuich e Flers foi uma vitória tática considerável, mas o sucesso defensivo alemão no flanco direito britânico tornou impossível a exploração e o uso da cavalaria. 

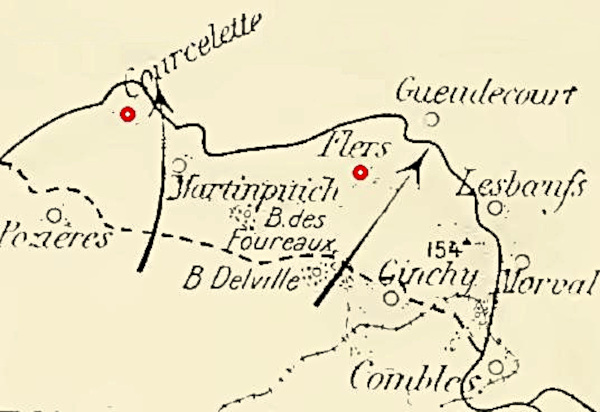
Diagrama dos avanços britânicos no Somme
durante a Batalha de Flers-Courcelette,
de 15 a 22 de setembro de 1916.

Os tanques foram usados na batalha pela primeira vez na história e o Corpo Canadense e a Divisão da Nova Zelândia lutaram pela primeira vez em Somme. Em 16 de setembro, Jagdstaffel 2, um esquadrão de combate especializado, começou a operar com cinco novos combatentes Albatros D.I, que foram capazes de desafiar a supremacia aérea britânica pela primeira vez desde o início da batalha.
A tentativa de avançar profundamente à direita e girar na esquerda falhou, mas os britânicos ganharam cerca de 2.300 metros em geral e capturaram a High Wood, avançando cerca de 3.000 m  no centro, além de Flers e Courcelette. 
O 4º Exército atravessou o cume de Bazentin, que expôs as defesas da retaguarda alemã para a observação terrestre e, em 18 de setembro, o Quadrilátero, onde o avanço britânico havia sido frustrado no flanco direito, foi capturado. 
Os arranjos foram iniciados imediatamente para acompanhar o sucesso tático que, após atrasos climáticos, começou no dia 25 de setembro na Batalha de Morval e foi continuado pelo Exército da Reserva no próximo dia na Batalha de Thiepval Ridge. Em setembro, os exércitos alemães no Somme perderam cerca de 130 mil vítimas, o mês mais mortífero da batalha. Combinado com as perdas em Verdun e na Frente Oriental, o Império Alemão chegou próximo do colapso militar do que em qualquer momento antes do outono de 1918.